# Raúl Choque
Raúl Choque Bautista (Calama, 6 de septiembre de 1942) es un deportista chileno. Fue campeón mundial de caza submarina en Iquique en 1971.

## Biografía
Raúl Choque fue uno de los integrantes del equipo chileno que se había clasificado campeón mundial de caza submarina en Iquique.
El 4 de septiembre de 1971 fue la fecha de este gran hito para el deporte chileno. Chile aventajó a Estados Unidos por 128.300 puntos. El equipo titular estaba conformado por los iquiqueños Raúl Choque, Pedro Rozas y el coquimbano Fernando Sánchez. En la reserva estaban los iquiqueños Samuel Rodríguez, Eduardo Soto y el coquimbano Jorge Torres. Federico Schaffer fue el capitán y estratega del equipo.
El diario La Estrella de Iquique, así describía parte de lo sucedido:

El Teatro Délfico se apretujó con miles de espectadores que estuvieron ávidos por conocer cada uno de los resultados de los equipos hasta esperar dentro del mayor nerviosismo las cifras correspondientes al equipo chileno que señalaron para Raúl Choque 64 piezas con 189.450 puntos; 21 piezas con 68.950 puntos para Sánchez y 31 piezas para para Pedro Rozas, con 80.150 puntos.[cita requerida]

En la competencia individual, fue Raúl Choque quien se coronó campeón del mundo. En segundo lugar se clasificó Italia y tercero Estados Unidos. El evento se desarrolló entre Playa Molle hasta Los Verdes.
En una entrevista para el diario El Tarapacá, Raúl Choque dijo:

Me siento no sólo campeón del mundo, sino también el hombre más feliz del mundo. Pese a no ser hijo de esta tierra, mi triunfo lo dedico a ella, a su gente, a sus mujeres, a su juventud, que quizás entiendan la belleza de este deporte, y, especialmente, a mi esposa e hijos, quienes me alentaron en todo momento. Para mis compañeros de equipo, especialmente Samuel Rodríguez, el agradecimiento por todo el aliento y confianza que tuvieron en mí durante todo el desarrollo del campeonato
Raúl Choque. El Tarapacá 5 de septiembre de 1971.

## Logros importantes
- Campeón individual del Mundial de Caza Submarina, en Iquique en 1971.
- Campeón por equipos del Mundial de Caza Submarina, en Iquique en 1971.
- Elegido "El Mejor de los Mejores" por el Círculo de Periodistas Deportivos en 1971.